# とべない風船
『とべない風船』（とべないふうせん）は、2023年1月6日公開された日本映画（広島県内は2022年12月1日から先行公開）。監督は宮川博至、主演は東出昌大。
本作は、瀬戸内海の島を舞台に、豪雨で肉親を失った男性と、過去のトラウマから周囲との関係が悪化し、島に来た女性の交流を描いている。
撮影は広島県内で行われ、監督の宮川博至は、風化への警鐘を鳴らすために平成30年7月豪雨による土砂災害をテーマ盛り込んだと述べている。

## キャスト
- 村田憲二：東出昌大[1]
- 小島凛子：三浦透子[1]
- 小島繁三：小林薫
- 平野マキ：浅田美代子
- 小島さわ：原日出子
- 中村宇壱：堀部圭亮
- 高野潤：笠原秀幸
- 大島咲：有香
- 鉄平：中川晴樹
- 宮坂悟（漁業組合長）：柿辰丸
- 大島涼香：根矢涼香
- デク：遠山雄
- 村田幸：なかむらさち

## スタッフ
- 監督：宮川博至
- 脚本：宮川博至
- プロデューサー：奥野友輝
- 協力プロデューサー：鈴木剛
- 撮影：亀井義紀
- 照明：太刀掛進
- 録音：古谷正志
- 美術監督：部谷京子
- 音楽：菊地智敦
- 助監督：濱本敏治